# Fabio Baggio
Fabio Baggio C.S. (Bassano del Grappa, 15. siječnja 1965.) talijanski je katolički kardinal. Od 2017. obnaša dužnost službenika Svete Stolice zaduženog za migrante i izbjeglice. Djelovao je kao misionar osam godina u Latinskoj Americi i osam godina na Filipinima.
Papa Franjo ga je 7. prosinca 2024. proglasio kardinalom, dodijelivši mu kao članu reda kardinala đakona crkvu San Filippo Neri in Eurosia.